# وادي سعيا
وادي سعيا هو وادي يقع على مسافة 12 كم جنوب مركز السعدية في محافظة الليث جنوب منطقة مكة المكرمة غرب المملكة العربية السعودية .

## نبذة تاريخية
عرف الوادي قديما كما ذكر ياقوت الحموي بكونه من وديان الحدود بين قبيلتي كنانة وهذيل.